# Seal River
Der Seal River ("seal" ist das englische Wort für „Robbe“) ist ein 226 km langer Fluss im Norden von Manitoba in Kanada. Der Seal River wurde 1987 für das Canadian Heritage Rivers System nominiert und 1992 aufgenommen.

## Verlauf
Der Seal River hat seinen Ursprung im Shethanei Lake, der vom North Seal River und South Seal River gespeist wird. Der Seal River fließt in östlicher Richtung zur Hudson Bay. Mit einer Länge von 260 km gehört der Seal River zu den vier Hauptflüssen in der Nordregion von Manitoba. Von diesen ist er der nördlichste, der keine Staudämme hat. Sein Einzugsgebiet umfasst eine Fläche von ungefähr 50.000 km².
Der Fluss befindet sich fernab von Siedlungen in einer isolierten Wildnis.
Die nächsten Orte sind Churchill und das kleine Tadoule Lake. Churchill liegt etwa 45 km südlich der Mündung des Flusses in die Hudson Bay, während Tadoule Lake weit landeinwärts nahe der Quelle liegt. Es gibt keine permanenten Siedlungen entlang des Flusslaufs.